# Saint-Loup-de-Varennes
Saint-Loup-de-Varennes je francouzská obec v departementu Saône-et-Loire v regionu Burgundsko-Franche-Comté na východě Francie. Leží 6 km jižně od centra města Chalon-sur-Saône.

## Zajímavosti
Asi v roce 1826 zde fotograf Nicéphore Niépce pořídil druhou nejstarší fotografii na světě, kterou nazval Pohled z okna v Le Gras. Niépce zde také 5. července 1833 zemřel. Nachází se tu také dům Nicéphore Niépceho, který je možné navštívit od poloviny června do začátku září. Expozice vynálezce fotografie je plná jeho výzkumů a objevů, ke kterým pozýval při četných příležitostech Louise Daguerra.